# 別府ゆけむり号

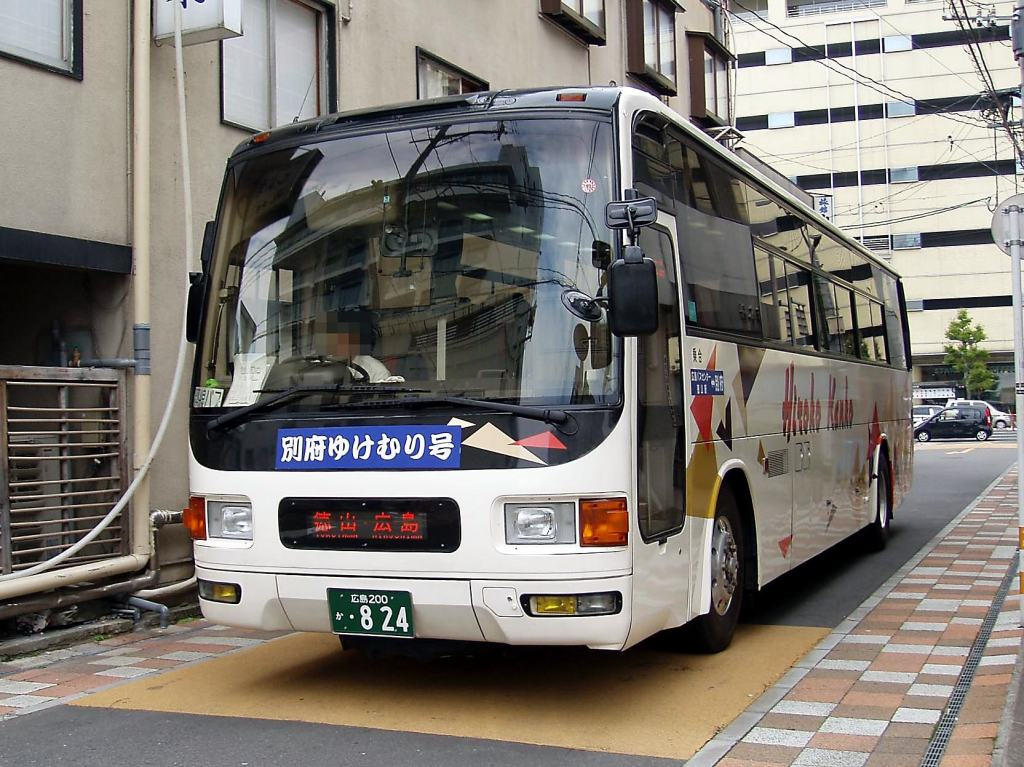
別府ゆけむり号（広交観光）

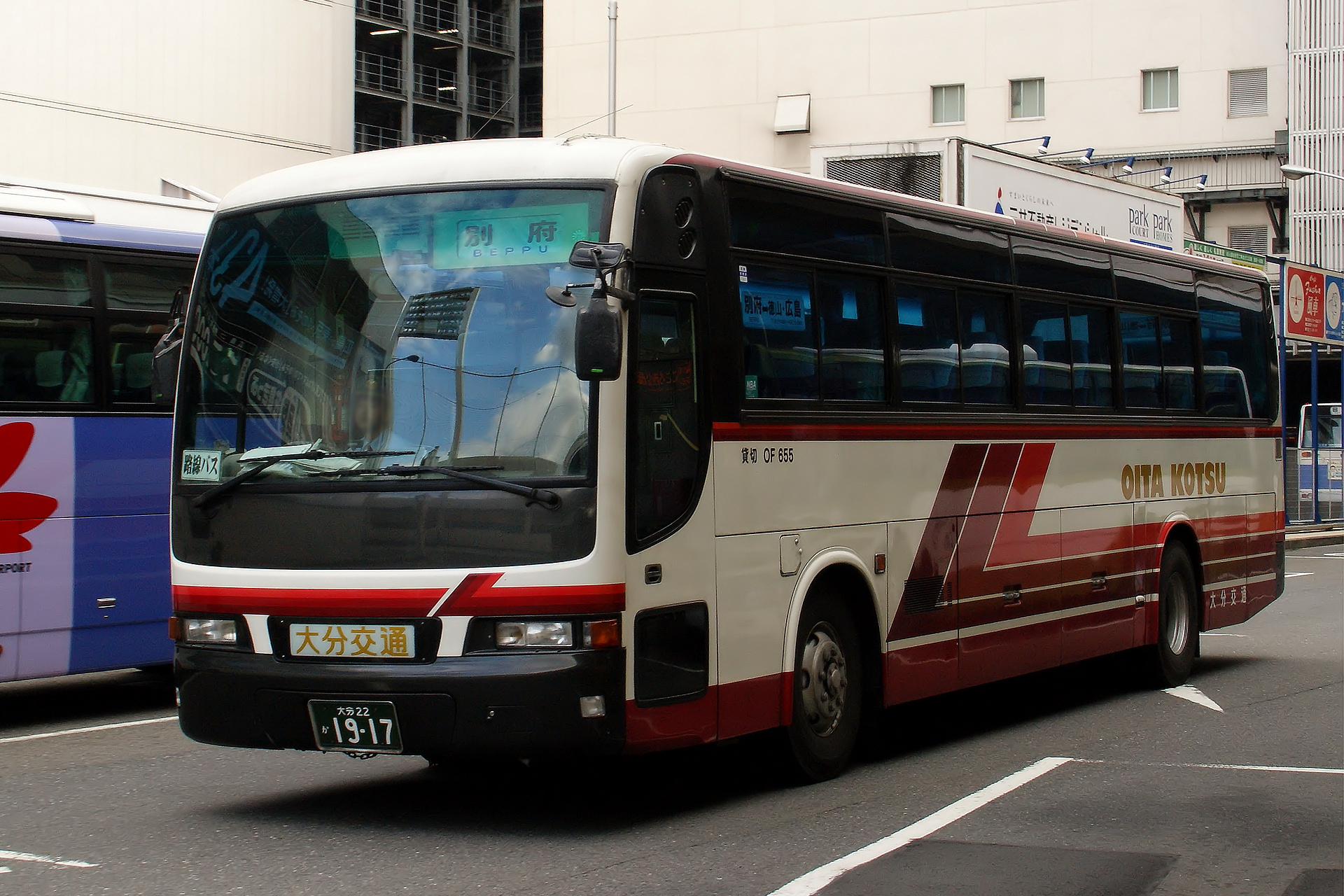
別府ゆけむり号（大分交通）

別府ゆけむり号（べっぷゆけむりごう）は、広島県広島市・山口県周南市と大分県国東市・別府市・大分市を結んでいた高速バス路線である。
2017年1月9日をもって運行休止（路線廃止）した。本記事では主に運行休止当時の情勢を記述する。

## 概要
中国地方と東九州を結ぶ唯一の高速バス路線で、運行区間途中の徳山港 - 竹田津港間でスオーナダフェリーにバスを搭載して航送し、陸路では遠回りとなる区間を短絡する。運行開始当初は営業運行中にフェリーを利用する唯一の定期路線バスであった（その後2009年12月より鹿屋市コミュニティバスが運行開始している。#関連項目参照）。
座席は予約指定制。

## 運行会社
- 大分交通　
  - 担当営業所：別府営業所
- 広交観光　
  - 担当営業所：落合営業所

各社とも0.5往復／日（2日で1往復）を担当。なお、山口県内（徳山・玖珂地区）での予約・発券業務は防長交通が担当。

## 運行経路・停車停留所
太字は停車停留所。本州内（広島バスセンター - 徳山港間）、九州内（竹田津港 - 大分市内間）のみの利用不可。また、徳山駅前・徳山港 - 竹田津港のみの利用も不可。
- 広島バスセンター - 新白島駅 - 中筋駅 - 広島IC - （山陽自動車道） - 玖珂IC - 徳山東IC - 徳山駅前 - 徳山港 - （スオーナダフェリー） - 竹田津港 - 国道213号 - 豊後高田・新町 - 宇佐駅入口 - 日出 - （国道10号） - 別府交通センター - 別府北浜 - 大分市内
- 大分市内は大分行と広島行で停車順および停車停留所が一部異なっていた。
- フェリー乗船中に休憩を兼ねるため、途中休憩は設定されていなかった。ただし、陸路迂回時のみ美東SA・道の駅しんよしとみに休憩停車していた。
  - （大分行）広島・徳山方面 → 新川 → 荷揚町 → 竹町【終点】
  - （広島行）新川【始発】 → 荷揚町 → トキハ・フォーラス前 → 徳山・広島方面

## 運行本数
- 昼行1往復（広交・大交が隔日で担当）
  - 2009年10月1日にダイヤ改正されるまでは昼行2往復の運行で、広交観光・大分交通の車両がそれぞれ1日1往復ずつする運用を行っており、広島側、別府側ともに折り返しの余裕時間がきわめて短く、フェリーの就航ダイヤに左右されるためバスも発車定刻間際に到着することが多かった。
  - スオーナダフェリーが異常気象等で臨時欠航となった時は運休となっていた。スオーナダフェリーの定期点検時（ドック入り、概ね毎年4月・6月に1週間程度）にも運休していたが、1日1往復体制となった2010年2月のスオーナダフェリードック入りの際は陸路迂回（山陽自動車道・中国自動車道・関門自動車道・九州自動車道等を経由）により運行を行っていた[2]。ダイヤが折り返し運用ではなくなったことで陸路迂回が可能になったものであった（陸路迂回の方が通常より所要時間が長い）。

## 沿革
- 2005年12月22日 -  広島バスセンター - 別府北浜間で1日2往復の運行開始。当初の途中停車地は徳山駅前と竹田津港のみ。
- 2006年10月16日 - 乗客10,000人を達成。
- 2009年10月1日 - 路線の大幅な見直し及びダイヤ改正。本数を1日1往復に減便し、大分市内方面へ路線延長の上、途中停車地を増加。
- 2011年2月1日 - スオーナダフェリーの減便により、ダイヤを変更（上りを1時間45分遅らせる）
- 2015年5月28日 - 途中停車地に新白島駅を追加
- 2017年1月9日 -　運行休止（路線廃止）

## 車内設備
- 4列シート
- トイレ

運行開始時にはトイレのない車両が使用されていたが、2007年9月下旬以降、広交観光担当便はトイレ付車両が使用されていた。また、大分交通担当便も他路線から転用されたトイレ付車両が使用されるようになった。